# Chaetoceros

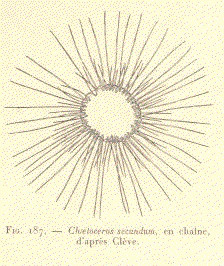
Illustration (1907) von C. secundum Cleve

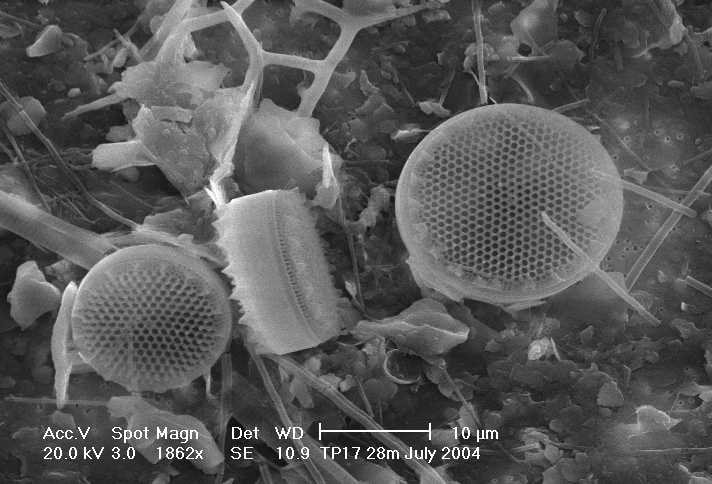
Chaetoceros sp.

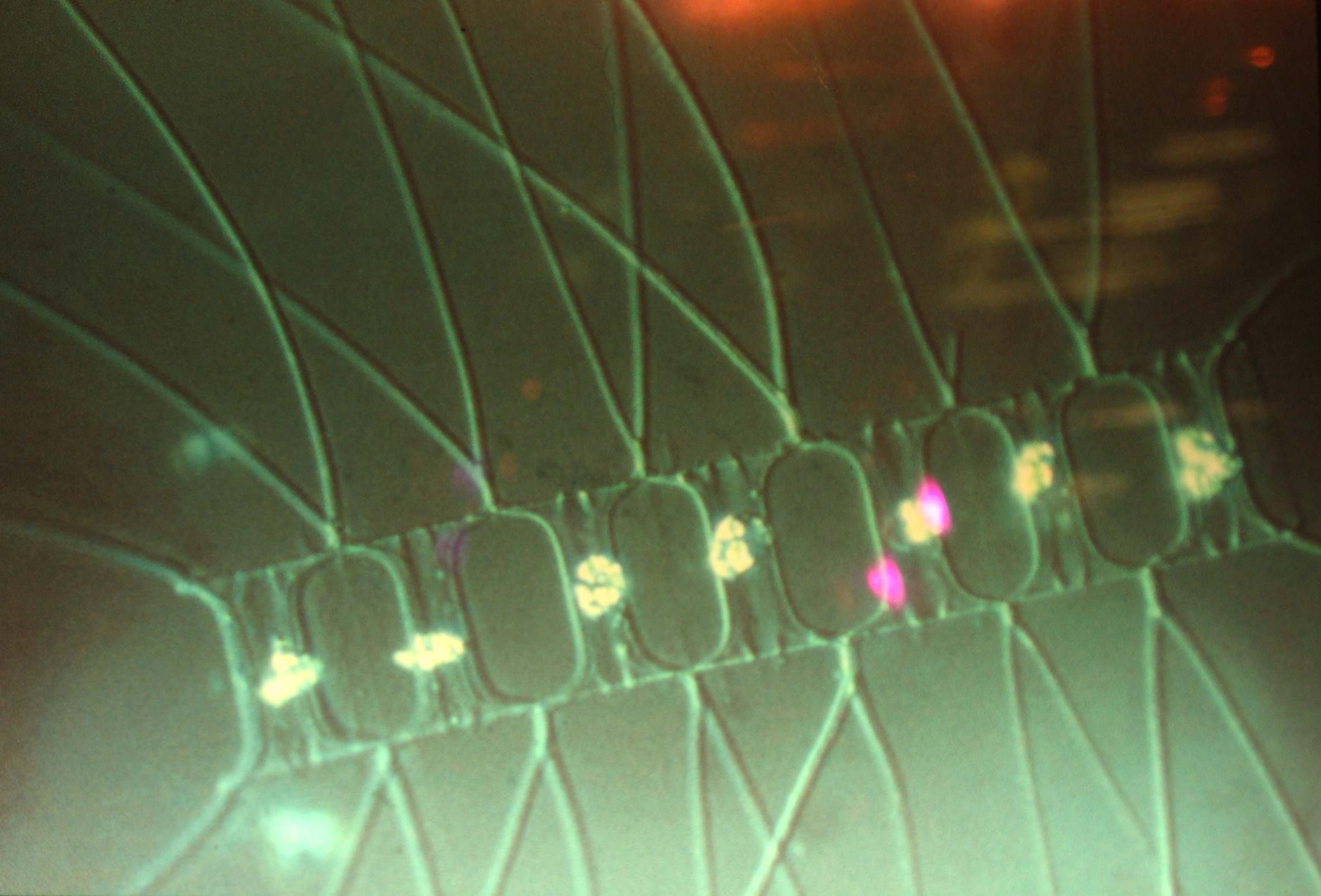
C. didymus im Meeres-Erlebnismuseum Nausicaá – Centre National de la Mer in Boulogne-sur-Mer
von den Biologen des Aquariums identifiziert

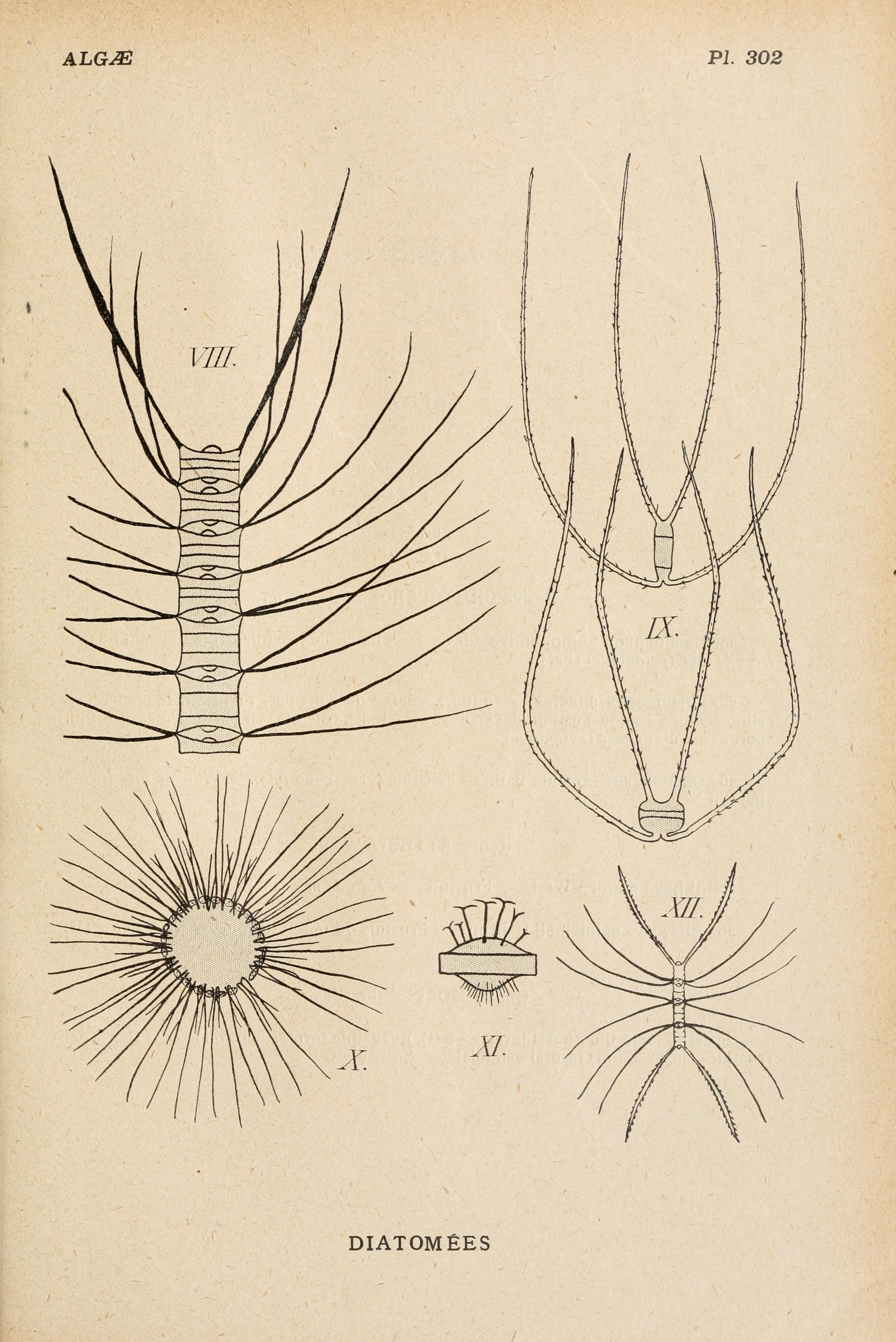
VIII. C. didymus (Ehr.) Gleve
IX. C. peruvianus Br. var. currens Cleve
X. C. secundus Gleve
XI. Chaetoceros sp.
XII. C. protuberans Laud.

Chaetoceros ist wahrscheinlich die größte Gattung mariner planktonischer Diatomeen (Kieselalgen) mit etwa 400 beschriebenen Arten (Spezies), wobei allerdings viele dieser Beschreibungen inzwischen nicht mehr gültig sind.
Es ist oft sehr schwierig, zwischen verschiedenen Chaetoceros-Arten zu unterscheiden.
Es wurden mehrere Versuche unternommen, diese große Gattung in Untergattungen zu strukturieren. Diese Arbeit ist aber noch im Gange, wie die unterschiedlichen Systematiken der einschlägigen Datenbanken zeigen, etwa
AlgaeBase,
ITIS,
WoRMS oder
NCBI.
Chaetoceros ist in erster Linie eine marine Gattung, aber es gibt auch Berichte über Arten in den Binnengewässern der Vereinigten Staaten.
Lange Zeit hatte sich die Forschung hauptsächlich auf boreale Gebiete konzentriert.
Die Gattung ist kosmopolitisch, so dass viele tropische Arten früher noch unbekannt blieben.
Seit etwa fünf bis zehn Jahren hat die Forschung begonnen, dieses Defizit zu beheben, beispielsweise durch die Arbeiten von Li und Kollegen (2017), Chen und Kollegen (2018), sowie Xu und Kollegen (2018/19).
Die Gattung Chaetoceros wurde erstmals 1844 von Ehrenberg beschrieben.
Chaetoceros ist die Typusgattung ihrer Familie Chaetocerotaceae.
Über diese rezenten Vertreter hinaus sind eine Reihe fossiler Belege bekannt, insbesondere aus dem Quartär.
Offenbar existiert die Gattung aber bereits seit mindestens 48,6 Millionen Jahren.

## Beschreibung
Die Einzelzellen der Chaetoceros-Kieselalgen sind bipolar zentrisch aufgebaut, was sie als Kieselalgen der Gruppe „Centrales“ klassifiziert.
Meist (Stand 4. August 2021) werden (wie beispielsweise bei WoRMS) diese als veraltete Bezeichnung der Coscinodiscophyceae aufgefasst, mit der Gattung Chaetoceros, ihrer Familie Chaetocerotaceae und ihrer Ordnung Chaetocerotales (alias Chaetocerotanae) darin.
Andere Quellen (wie AlgaeBase) stellen diese Ordnung aber in ein eigenes Taxon Chaetocerotophycidae, abgetrennt von den Coscinodiscophyceae.
Die Form der Einzelzellen ist zylindrisch mit einer ovalen oder kreisförmigen Basis.
Als Kieselalgen ist ihre Morphologie gekennzeichnet durch einen Cingulum (englisch girdle ‚Gürtel‘) und zwei Valven (en. valves ‚Schalen‘, siehe Kieselalgen §Morphologie), genannt Epitheka und Hypotheka.
Das Cingulum ist mehr oder weniger stark entwickelt.
Es gibt Ecken oder Spitzen (Apices, sing. Apex), von denen unterschiedlich dicke Fortsätze ausgehen, die Setae („Stacheln“ oder „Borsten“) genannt werden.
Sie besitzen eine aus Kieselsäure bestehende Zellwand (Frustel, englisch frustule), von der aus lange, dünne Fortsätze (sog. Setae, „Stacheln“ oder „Borsten“) sich nach außen erstrecken.
Es gibt zwar einzellige, nicht koloniebildende („solitäre“) Arten, beispielsweise in der Monterey Bay,
bei den meisten Arten verbinden die Setae die Zellen miteinander und bilden so eine Zellkolonie.
Diese Zellkolonien haben die Form von Ketten, die gewunden, gerade oder gekrümmt sind.
Bei diesen koloniebildenden Arten unterscheidet man zwischen den terminalen Setae, die aus der jeweils letzten Schale der kettenförmigen Kolonie austreten, und den interkalaren Setae, d. h. den Setae der inneren Schalen, die sich kreuzen und/oder an einem bestimmten Punkt miteinander verschmelzen.
Bei einigen Arten (C. compressus, C. diversus, C. messanensis) finden sich spezialisierte interkalare Setae, die sich in Größe und Form von den anderen Setae derselben Kolonie unterscheiden.
Die Größe einer Einzelzelle kann von weniger als 10 µm bis 50 µm reichen.
Einige Arten bilden Ruheformen (englisch resting spores) und/oder Auxosporen.
Die Zellen enthalten einen, zwei oder mehr Chloroplasten.
Die Chloroplasten scheinen in der Gürtelansicht (Cingulumansicht, en. girdle view ‚Ansicht auf den Gürtel‘) viereckig und in der Valvenansicht (en. valve view ‚Ansicht auf die Schalen‘) elliptisch oder kreisförmig zu sein.
Eine Öffnung (en. aperture ‚Apertur‘: in der Medizin und Morphologie eine Öffnung),
die in Größe und Form variiert und von den Schalenflächen und dem proximalen Teil der Setae begrenzt wird,
trennt die Zellen innerhalb der Kette einer Kolonie.
Die Schalenoberfläche weist im Allgemeinen radiale Rippen auf, die von einem zentralen hyalinen (durchsichtigen) Ring (Annulus) ausgehen.
Eine Rimoportula, sofern vorhanden hat in der Regel eine kurze äußere Röhre.
Die Setae haben eine variable Struktur oder Ornamentierung, die oft aus Reihen von Stacheln oder Poren unterschiedlicher Größe besteht.

## Etymologie
Der Gattungsname Chaetoceros kommt aus dem Altgriechischen und setzt sich zusammen aus altgriechisch χαίτη chaítē, deutsch ‚wallendes Haar, Mähne, Borste, Kamm‘, lateinisch seta und altgriechisch κέρας kéras, deutsch ‚Horn‘
Der Name wurde ursprünglich als feminin angedacht (Ehrenberg 1844), dann als Neutrum und schließlich als maskulin (Van Landingham 1968).
Wie alle Gattungen mit dem Suffix „-ceros“ wird auch diese hier wie in der AlgaeBase als maskulin behandelt.
In Übereinstimmung mit dem Kodex werden Gattungen mit dem Suffix „-ceras“ jedoch als Neutrum behandelt. (M. D. Guiry, 9. September 2012)

## Vorkommen
Die verschiedenen Arten von Chaetoceros sind häufig dominante Bestandteile der Phytoplankton-Gemeinschaft mit kosmopolitischer (weltweiter) Verbreitung in allen Weltmeeren. Die Bandbreite ihres Vorkommens beträgt:
| Ungefähre Bandbreite des Vorkommens von Chaetoceros-Arten | Ungefähre Bandbreite des Vorkommens von Chaetoceros-Arten |
| --------------------------------------------------------- | --------------------------------------------------------- |
| Tiefe (m)                                                 | 0 - 470                                                   |
| Temperaturbereich (°C)                                    | -2 - 30                                                   |
| Nitrat (μmol/L)                                           | 0,05 - 34                                                 |
| Salzgehalt (PSU)                                          | 20 - 37                                                   |
| Phosphat (μmol/L)                                         | 0,05 - 2                                                  |
| Silikat (μmol/L)                                          | 0,6 - 93                                                  |

## Nutzen
Wegen der hohen Wachstumsraten und der hohen Lipidkonzentrationen wurde die Nutzbarkeit von Chaetoceros-Arten bzw. -Stämmen als Biokraftstoff-Produzent in Forschungsarbeiten geprüft.
Studien deuten darauf hin, dass Chaetoceros-Kolonien eine wichtige Nahrungsquelle in der Wassersäule und ein wichtiger Kohlenstofflieferant für die benthische Umwelt sind.
Im Nordwasser, das sich in der nördlichen Baffin Bay befindet, trägt Chaetoceros Berichten zufolge etwa 91 % der gesamten Phytoplanktonmasse bei und ist damit ein wichtiger Primärproduzent in diesem Gebiet und trägt auch zur Sauerstoffproduktion im Nordwasser bei.
Insgesamt trägt Phytoplankton zu über der Hälfte der Sauerstoffproduktion der Erde bei.

## Algenblüten
Es wurde berichtet, dass durch Chaetoceros-Arten hervorgerufene Algenblüten Konzentrationen von 30.100 Zellen/ml erreichen und mehrere Monate überdauern können.
Die Blüten können deshalb so lange überdauern, weil die Individuen auch bei niedrigen Nährstoffwerten überleben können.
Wenn sie in großen Mengen vorkommen, können Arten mit größeren, dickeren Stacheln die Kiemen tierischer Organismen beschädigen.
Im Grunde hilft diese defensive Eigenschaft diesen Kieselalgen, Räubern zu entkommen, was aber wiederum den „Erfolg“ der Blüte weiter fördern kann.

## Fossiler Beleg
Über die rezenten Vertreter hinaus sind fossilen Belege bekannt, unter anderem:
- postglazial aus dem Arkonabecken in der Ostsee zwischen Kap Arkona auf Rügen und Sydsverige (Südschweden)[25]
- aus dem Quartär von Schweden[26]
- aus dem Quartär vom Asowschen Meer (östlich der Krim-Halbinsel)[27]
- aus dem Lutetium des Eozäns vor 48.6-40.4 Millionen Jahren von der Ilpinski-Halbinsel[28] (russisch Илпинский Полуостров, englisch Il’pinskii Peninsula, 59° 48′ 30″ N, 176° 23′ 0″ W bzw. 59° 59′ 0″ N, 164° 56′ 0″ O) im Nordosten von Kamtschatka, Russland.[29]

Ruheformen (englisch resting spores) von Chaetoceros werden sogar in Sedimenten aus der Kreidezeit erfolgreich als Proxy eingesetzt.

## Arten (Auswahl)

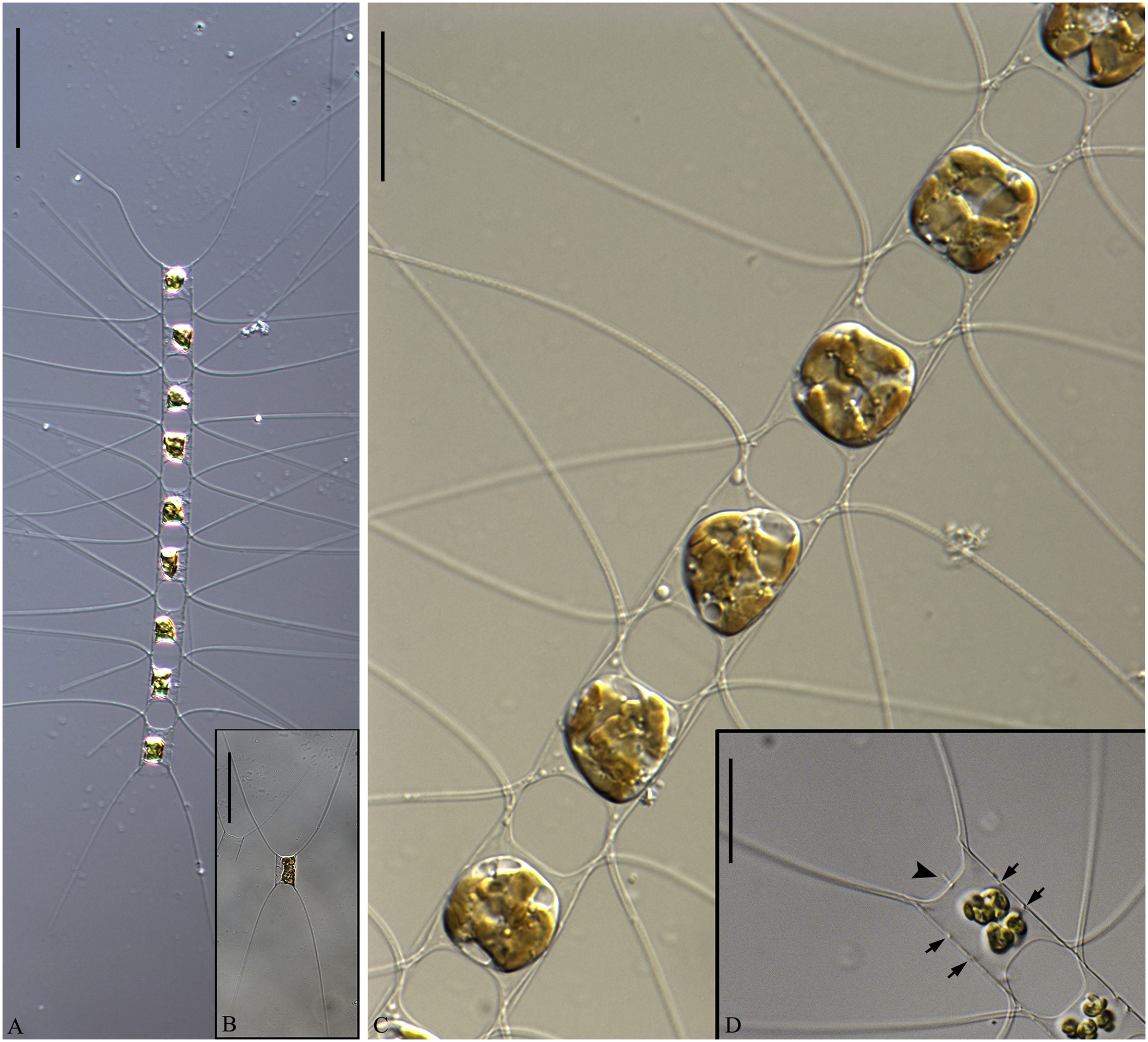
LM-Aufnahme von C. elegans Li et al. Stamm YL7.
(A): Kettenkolonie mit Divergenz (Auseinanderstreben) der Setae an beiden Enden.
(B): Einzelne (solitäre) Zelle.
(C): Kette, die große Öffnungen und Chloroplasten zeigt.
(D): Ende der Kette. Die Pfeile zeigen auf Einschnürungen zwischen Mantel und Gürtel, die Pfeilspitzen auf die V-förmige Ausstülpung in der Mitte der Endschale.
Balken: 50 µm in (A, B); 20 µm in (C, D).

Anbei eine Auswahl der Arten in der Gattung Chaetoceros (Stand 3. August 2021) nach
AlgaeBase,
ITIS,
OBIS,
WoRMS,
NCBI und
Nordic Microalgae;
die Einteilung in Untergattungen folgt im Wesentlichen ITIS, ggf. Yamazi (1958) und Xu et al, (2018, 2019) und Hernández-Becerril (1999).
Gattung Chaetoceros C.G.Ehrenberg, 1844
- ohne zugewiesene Untergattung

- Chaetoceros bacteriastrius G.C.Wallich(A)
- Chaetoceros bacteriastroides G.H.H. Karsten, 1907(AIW)
- Chaetoceros brevis F.Schütt, 1895(AINOWµ) – syn. Chaetoceros hiemale Cleve, 1900(W)
- Chaetoceros bulbosus (Ehrenberg) Heiden in Heiden & Kolbe, 1928(AIW)
- Chaetoceros chunii G.H.H. Karsten, 1905(AI)
- Chaetoceros circinalis (Meunier) K.G.Jensen & Moestrup, 1998(ANOWµ)
- Chaetoceros contortus F. Schütt 1895(AINµ)

- Chaetoceros contortus var. contortus(N)

- Chaetoceros crinitus F. Schütt, 1895(AIOWµ)
- Chaetoceros curvatus Castracane, 1886(AIOW)
- Chaetoceros denticulatus H.S.Lauder, 1864(AIO) – syn. Chaetoceros denticulata(W)

C. mannaii Li et al. Stamm N1, Aufnahmen mit dem LM (A, B), REM (C, E) und TEM (D, F).
(A): Gerade Kette mit divergenten Setae und Einschnürungen zwischen Mantel und Gürtel (Pfeile).
(B): Ovale Schalenfläche.
(C, D): Interkalarer Raum. In (D) sind dort ohrenartige Strukturen an den Seta-Basen zu sehen (Pfeilspitzen) der Setae in stark verkieselter Zellwand (Frustule).
(E, F): Endschalen, mit ohrenartigen Strukturen an den Setabasen (Pfeilspitzen in E) und deutlicher Einschnürung oberhalb des Rings (Pfeilspitzen in F).
Balken 20 μm in (A), 5 µm in (B-F).

- Chaetoceros elegans Yang Li, A. Boonprakob, Ø. Moestrup & N. Lundholm, 2017(AN)
- Chaetoceros elmorei Boyer 1914(AI)

- Chaetoceros filiformis Meunier, 1910(AIOW)
- Chaetoceros fusus F. Schütt, 1895(AI)

C. laevisporus Li et al., Aufnahmen mit LM (A, B, C), REM (D, E) und TEM (F).
(A): Teil einer Kette mit Einschnürungen (Pfeile) zwischen Mantel und Gürtel und V-förmiger Ausstülpung (Pfeilspitze) in der Mitte der Endklappe; Stamm N7.
(B): Sich teilende Kette mit Divergenz der Setae; Stamm DY1.
(C): Struktur der terminalen Setae; Stamm DY1.
(D): Kette in Gürtelansicht mit Zellen und Öffnungen; Stamm N7.
(E): Endschale mit Rimoportula ohne äußeren Fortsatz (Pfeilspitze); Stamm N7.
(F): Klappenansichten von Interkalar- (oben) und Endschale (unten); Stamm N7.
Balken 20 µm in (A, C, D), 100 µm in (B), 5 µm in (E, F).

- Chaetoceros gelidus Chamnansinp, Y.Li, Lundholm & Moestrup 2013(ANOW)
- Chaetoceros imbricatus L. Mangin, 1912(AIOW)
- Chaetoceros indicus R.Subrahmanyan  1946(A) – unterscheide Chaetoceros indicus Karsten 1907
- Chaetoceros laevisporus Yang Li, A. Boonprakob, Ø. Moestrup & N. Lundholm, 2017(AN)
- Chaetoceros levis F.Schütt 1895(A) – syn. Chaetoceros leve(AOW)

- Chaetoceros mannaii Yang Li, A. Boonprakob, Ø. Moestrup & N. Lundholm, 2017(AN)
- Chaetoceros muelleri E.J. Lemmermann 1898(AIOWµ) – syn. Chaetoceros muellerii(N)
- Chaetoceros neogracilis S.L.VanLandingham, 1968(AINOWµ) – syn. Chaetoceros neogracilis,(Aµ) Chaetoceros gracilis Schütt, 1895(W)
- Chaetoceros nipponicus J. Ikari(AOW) – syn. Chaetoceros nipponica(I)
- Chaetoceros pacificus J. Ikari(AIOW) – syn. Chaetoceros pacificum
- Chaetoceros pauciramosus Z.-Y. Chen, N. Lundholm, Ø. Moestrup, J. Kownacka & Y. Li, 2018(ANW) – syn. Chaetoceros sp. ZC-2018a
- Chaetoceros pelagicus Cleve 1873(AIOWµ)
- Chaetoceros pendulus Karsten 1905(AOW) versus Chaetoceros pendulus Ikari(I) – die bei ITSI angegebene Quelle referenziert C. pendulus Karsten 1905, nicht Ikari
- Chaetoceros protuberans Lauder 1864(AN)
- Chaetoceros pseudodichaeta J. Ikari, 1926(AI) – syn. Chaetoceros cf. pseudodichaeta(N)
- Chaetoceros pseudocrinitus Ostenfeld, 1901(AINOWµ)
- Chaetoceros salsugineus Takano, 1983(AIN)
- Chaetoceros schuettii Cleve 1894(AOW)
- Chaetoceros secundus P.T. Cleve, 1873(AIOW) (gelegentlich als Gleve verschrieben) – syn. Chaetoceros secundum Cleve
- Chaetoceros seychellarus G.H.H. Karsten 1907(IO) – syn. Chaetoceros seychellarum(A)
- Chaetoceros tenuissimus Meunier, 1913(AINOWµ)
- Chaetoceros tetrachaeta Ehrenberg, 1840/1844 - Typus(AI), syn. Chaetoceros tetracheta
- Chaetoceros sp. TG07-C28

- Untergattung  Chaetoceros (Hyalochaetae) Gran, 1897[50][34][51][52] – syn. Chaetoceros (Hyalochaete)[36]

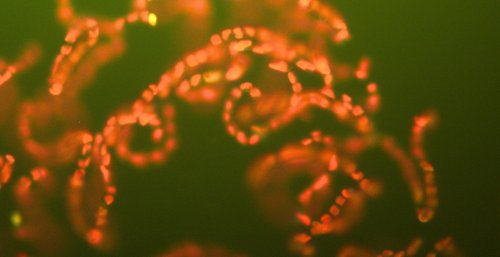
Phytoplankton - wie diese Kolonie von C. socialis Lauder - fluoresziert auf natürliche Weise, indem es überschüssiges Licht wieder abgibt, wenn dieses nicht durch Photosynthese verbrauchen werden kann.

- Chaetoceros affinis Lauder, 1864(AINOWµ) – syn. Chaetoceros affine, Chaetoceros schuttii Cleve(W)
- Chaetoceros anastomosans Grunow, 1882(AINOWµ)
- Chaetoceros ceratosporus Ostenfeld, 1910(AIµ)
- Chaetoceros cinctus Gran, 1897(AINOWµ)
- Chaetoceros compressus Lauder, 1864(AINWµ)
- Chaetoceros constrictus Gran, 1897(AINOWµ)
- Chaetoceros costatus Pavillard, 1911(AIµ)
- Chaetoceros curvisetus P.T. Cleve, 1889(AINOWµ)
- Chaetoceros debilis Cleve, 1894 emend Xu, Y.Li & Lundholm in Xu et al., 2020(AINOWµ) – syn. Chaetoceros debile

- Chaetoceros decipiens Cleve, 1873(AINOWµ)

LM-Aufnahmen von C. decipiens Cleve.
(A, C, E, F): Kettenkolonien des Referenzstammes MIC5366 (A) und der Stämme P10E5 (C), P14B3B (E) und D12 (F).
(B, D): Detailaufnahmen von Ketten: die Pfeile zeigen auf Einschnürungen zwischen den Mantel- und Gürtelbändern, die Pfeilspitzen zeigen die teilweise verschmolzenen Geschwistersetae; MIC5366 in (B) und P10E5 in (D).
(G): Kette von D10, auf der Endschale befindet sich ein V-förmiger Vorsprung (Pfeilspitze).
Balken: 50 µm in (A, C), 20 µm in (B, D, E, F), 10 µm in (G).

- Chaetoceros decipiens f. singularis H.H. Gran

- Chaetoceros didymus C.G. Ehrenberg, 1845(AINOWµ) – syn. Chaetoceros didymum
- Chaetoceros diversus Cleve 1873(AINOWµ)
- Chaetoceros frichei Hustedt
- Chaetoceros furcellatus Bailey, 1856(AIµ) — syn. Chaetoceros furcellitus(W)
- Chaetoceros hispidus (Ehrenberg) T.Brightwell 1856(AOW) – syn. Chaetoceros hispidum
- Chaetoceros holsaticus F.Schütt, 1895(AINOWµ)
- Chaetoceros karianus Grunow, 1880(AI)
- Chaetoceros karyanus A. Henckel(A)
- Chaetoceros laciniosus F.Schütt 1895(ANOWµ)
- Chaetoceros lauderi Ralfs ex Lauder, 1864(AINµ)
- Chaetoceros lorenzianus Grunow, 1863(AINOWµ)
- Chaetoceros messanensis Castracane 1875(AIN) – syn. Chaetoceros messanense, Chaetoceros furca Cleve, 1897(W)
- Chaetoceros neglectus Karsten(AI)
- Chaetoceros pseudocurvisetus Mangin, 1910(AIN) – syn. Chaetoceros pseudocurvisetum(OW)
- Chaetoceros radicans F. Schütt 1895(AINµ)
- Chaetoceros seiracanthus Gran, 1897(AINµ)
- Chaetoceros setoensis J. Ikari(A) – syn. Chaetoceros setoense(NOW)
- Chaetoceros siamensis C.E.H. Ostenfeld 1902(A) – syn. Chaetoceros siamense
- Chaetoceros similis Cleve, 1896(AINOWµ)
- Chaetoceros simplex C.E.H. Ostenfeld 1902(AINOWµ)

- Chaetoceros socialis H.S. Lauder, 1864(AINOWµ) – syn. Chaetoceros sociale(OW)

- Chaetoceros socialis var. autumnalis Prosckina-Lavrenko
- Chaetoceros socialis f. radians

- Chaetoceros subtilis Cleve 1896(AINOWµ)
- Chaetoceros teres Cleve 1896(AINOWµ)
- Chaetoceros tortissimus H.H. Gran 1900(AINµ)

- Chaetoceros wighamii Brightwell 1856(AINOWµ)

- Untergattung Chaetoceros (Phaeoceros) Gran[61][35][62]

- Chaetoceros aequatorialis Cleve 1901(I) – syn. „Chaetoceros equatorialis“(A)
- Chaetoceros atlanticus Cleve 1873(AINOWµ) – syn. Chaetoceros polygonus Schütt, 1895(W)
- Chaetoceros borealis J.W. Bailey 1854(AINOWµ) – syn. Chaetoceros boreale(OW)
- Chaetoceros castracanei Karsten, 1905(AIN) – syn. Chaetoceros impressus K.G.Jensen & Moestrup, 1998(Wµ)
- Chaetoceros coarctatus Lauder, 1864(AIOW)
- Chaetoceros concavicornis L.A.Mangin 1917(AINOWµ) – syn. Chaetoceros concavicorne
- Chaetoceros convolutus Castracane, 1886(AINOWµ)
- Chaetoceros criophilus Castracane, 1886(AIOW)
- Chaetoceros dadayi Pavillard, 1913(AIOW)
- Chaetoceros danicus Cleve 1889(AINµ) (andere Klassifizierung: Subgenus Chaetoceros Section Chaetoceros)
- Chaetoceros densus P.T.Cleve, 1901 / Cleve 1899(AINOWµ) – syn. Chaetoceros densum
- Chaetoceros dichaeta Ehrenberg 1844(AINOWµ) – syn. Chaetoceros dichaetus, Chaetoceros janischianus Castracane, 1886
- Chaetoceros eibenii Greunow 1882(AINµ)
- Chaetoceros indicus Karsten 1907(A) – syn. Chaetoceros indicum – unterscheide Chaetoceros indicus R.Subrahmanyan  1946(A)
- Chaetoceros peruvianus Brightwell, 1856(AINOWµ)

- Chaetoceros peruvianus var. currens Cleve

- Chaetoceros phuketensis J.E.B.Rines, P.Boonruang & E.C.Theriot 2000(AI)
- Chaetoceros rostratus Ralfs in Lauder, 1864(AIN)
- Chaetoceros tetrastichon Cleve 1897(AI)

- Untergattung Chaetoceros Sektion Coarctati[37]

- Chaetoceros sumatranus Karsten 1907(A) – syn. Chaetoceras sumatranum

- Untergattung Chaetoceros Sektion Compressa Ostenfeld 1903[3][4]

- Chaetoceros bifurcatus X.J.Xu, Li & Lundholm 2018/2019(ANW)
- Chaetoceros brevispinosus X,J,Xu, Li & Lundholm, 2019(AN) alias Chaetoceros sp. XJX-2018a
- Chaetoceros compressus Lauder 1864(ANOWµ)

- Chaetoceros compressus var. gracilis F. Hustedt
- Chaetoceros compressus var. hirtisetus J.E.B. Rines & P.E. Hargraves

- Chaetoceros millipedarius X.J.Xu, Li & Lundholm 2018/2019(NW)

- Chaetoceros ornatus (Chamnansinp, Moestrup & Lundholm) X.J.Xu, Yang Li & Lundholm, 2019(AW) (zuvor Chaetoceros contortus var. ornatus Chamnansinp, Moestrup & Lundholm 2015(N))

Verschiebungen/incertae sedis (Auswahl):
- Chaetoceros diadema (Ehrenberg) Gran, 1897(Nµ)[70] – syn. Chaetoceros groenlandicus Cleve, 18967, Chaetoceros paradoxus Cleve 1873(AOW)[36] – bisher Untergattung  Chaetoceros (Hyalochaetae), verschoben zur Gattung Syndendrium als Syndendrium diadema Ehrenberg, 1854 †(W)

- Chaetoceros mitra (Bailey) Cleve 1896(AINµ) – bisher Untergattung Chaetoceros (Hyalochaetae), verschoben zur Gattung Dicladia als Dicladia mitra J.W.Bailey, 1856 †(W)

- Chaetoceros contortus var. ornatus Chamnansinp, Moestrup & Lundholm 2015(N) (Unterart) – hochgestuft zu Chaetoceros ornatus in Untergattung Untergattung Chaetoceros Sektion Compressa[4]

- Chaetoceros throndsenii (Marino, Montresor, & Zingone) Marino, Montresor & Zingone 1991(AINµ) (weiterhin) zur Gattung Miraltia als Miraltia throndsenii Marino, Montresor & Zingone, 1987(W)

Anmerkungen:
(A): AlgaeBase
(G): GBIF, Global Biodiversity Information Facility
(I): ITIS, Integrated Taxonomic Information System
(N): NCBI, National Center for Biotechnology Information, USA
(O): OBIS, Ocean Biogeographic Information System
(W): WoRMS, World Register of Marine Species
(µ): Nordic Microalgae (SMHI)

## Galerie

Weitere LM-Aufnahmen/Illustrationen einiger Vertreter
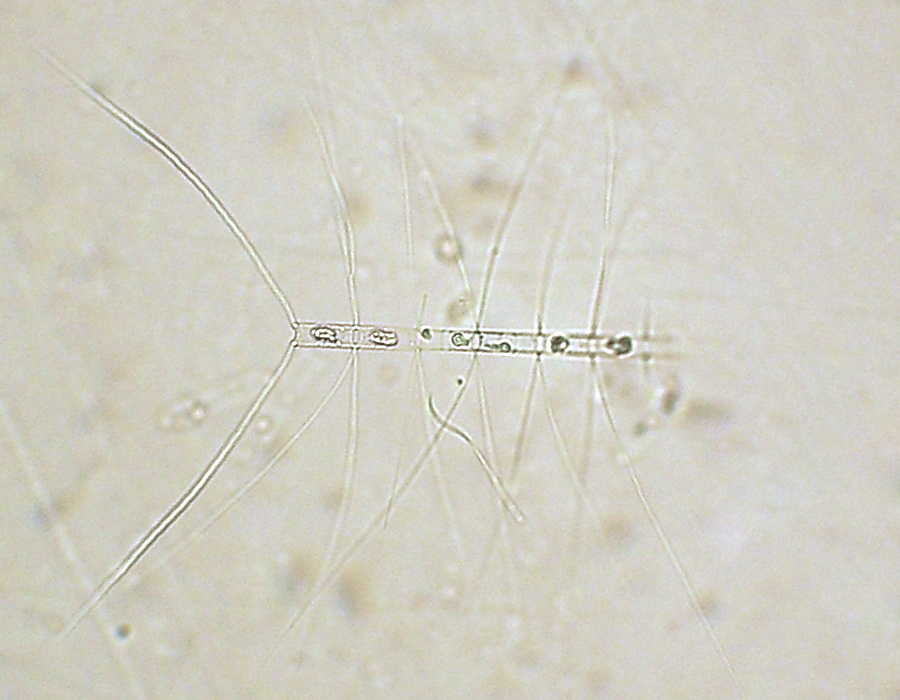
C. affinis Lauder
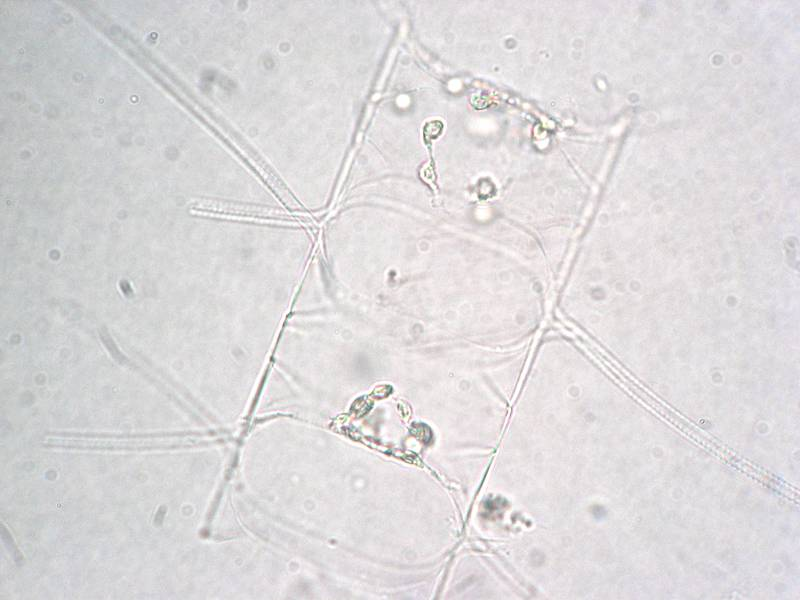
Chaetoceros cf. lorenzianus
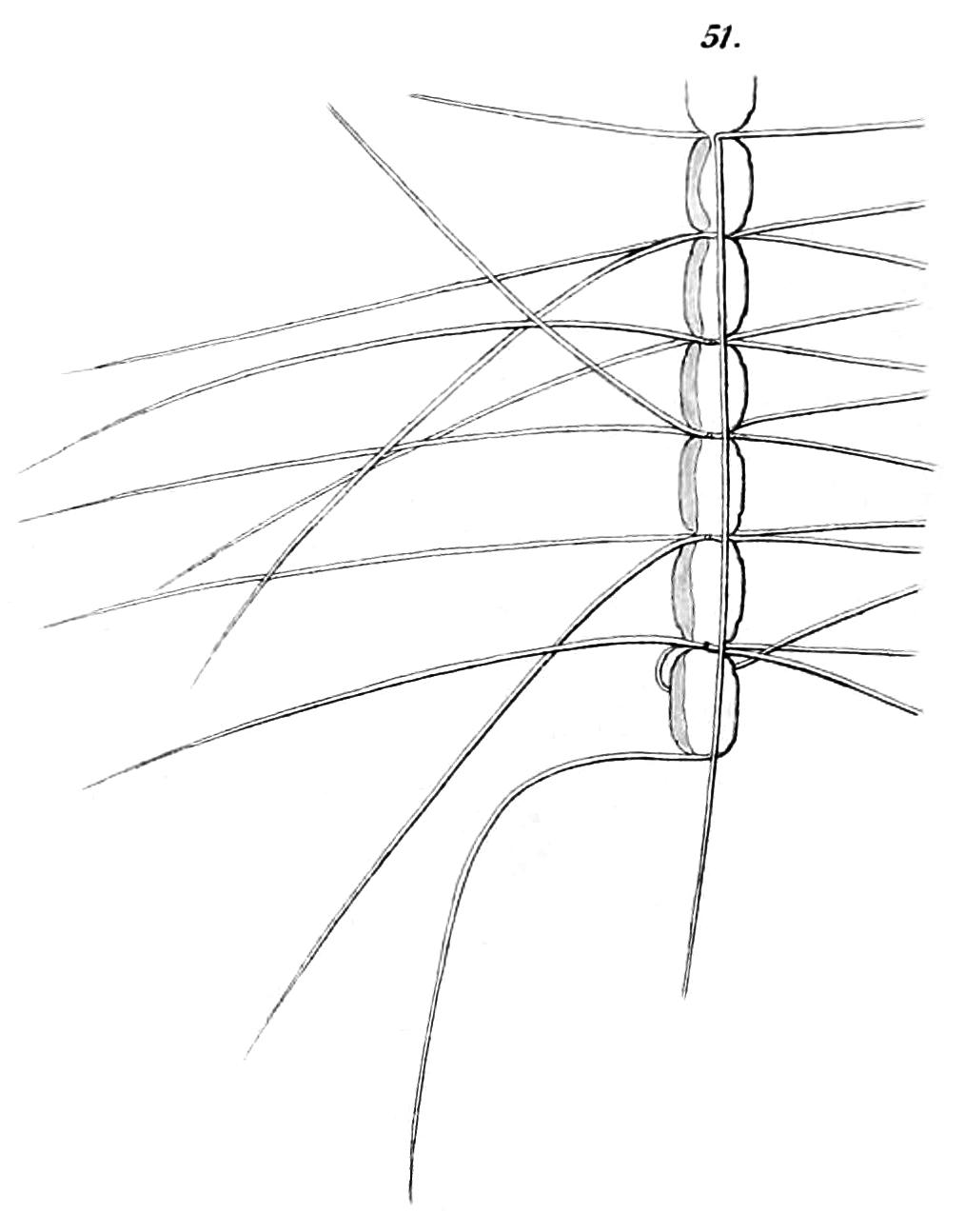
C. crinitus F.Schütt, 1895 H. Mohn et al.
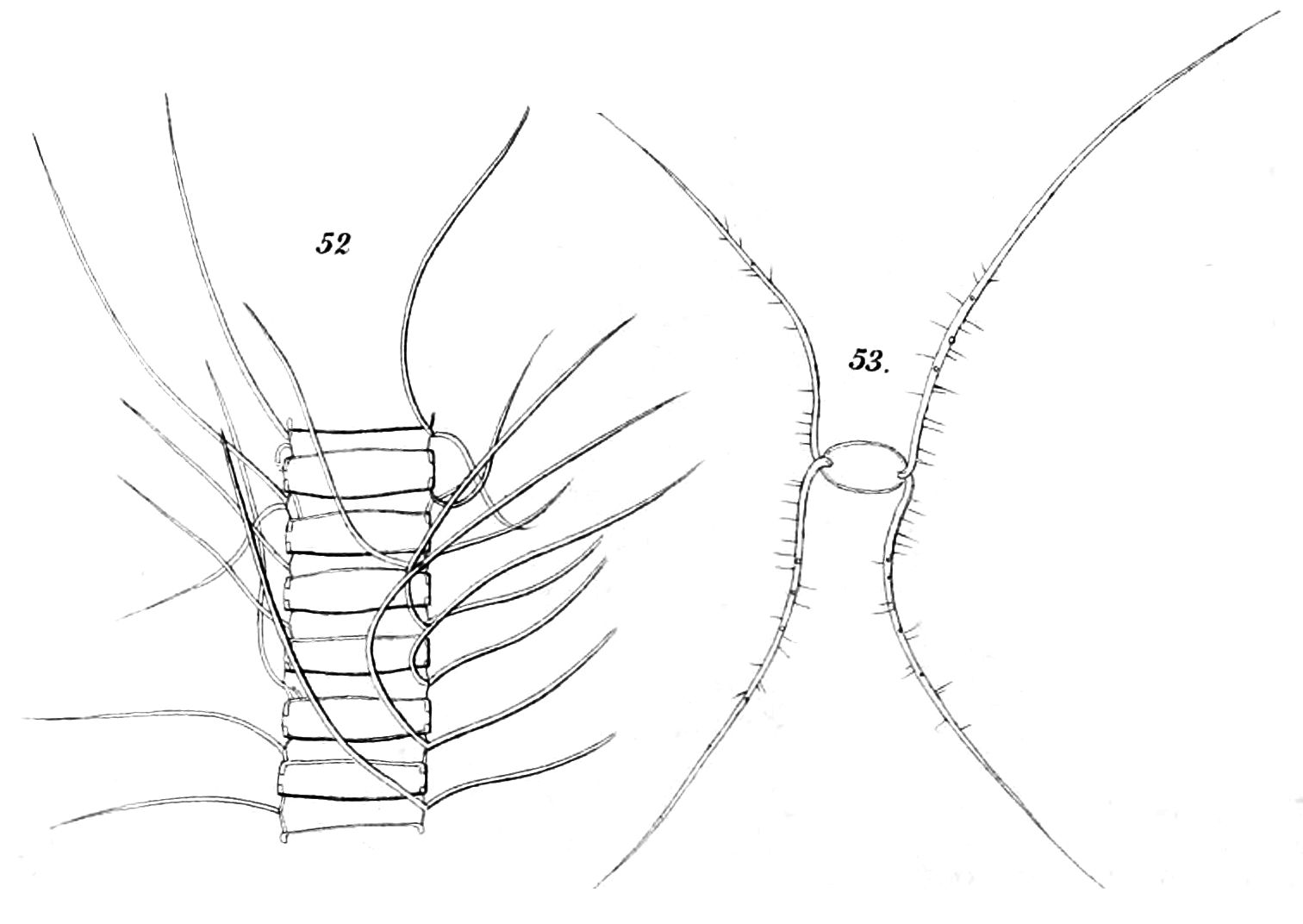
C. scolopendra Cleve, 1896, aktuell: C. radicans F.Schütt, 1895 H. Mohn et al.
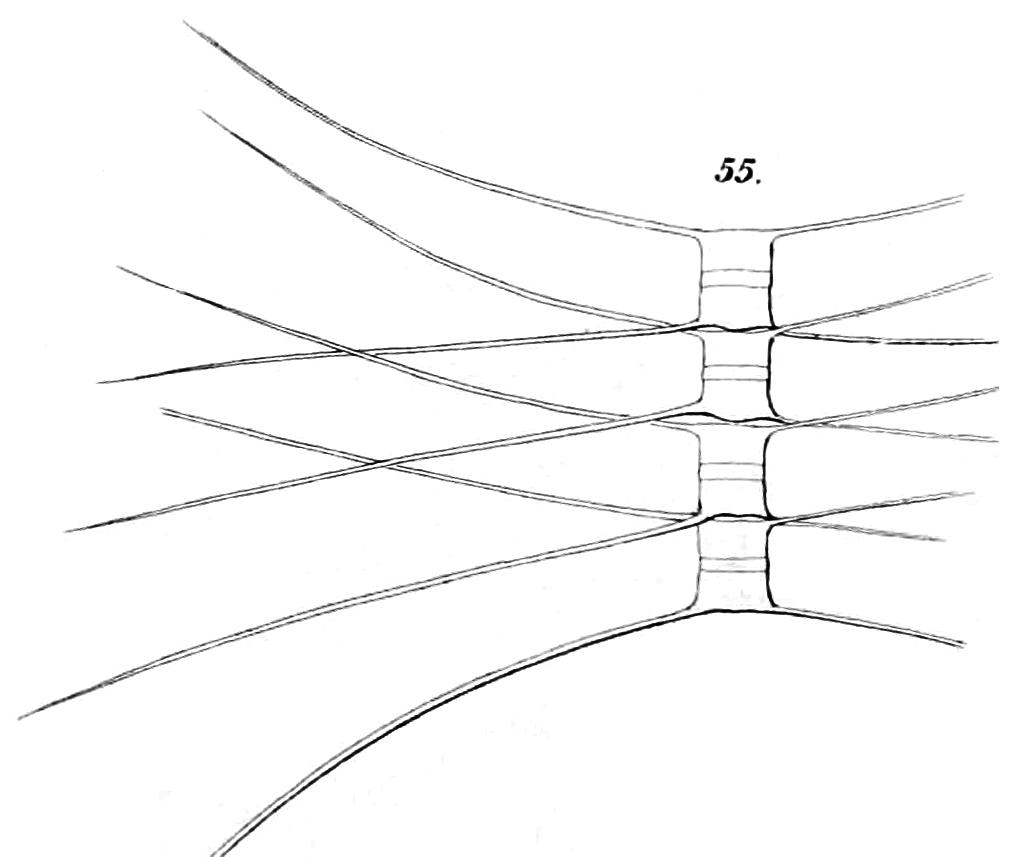
C. similis Cleve, 1896 H. Mohn et al.

## Symbiosen

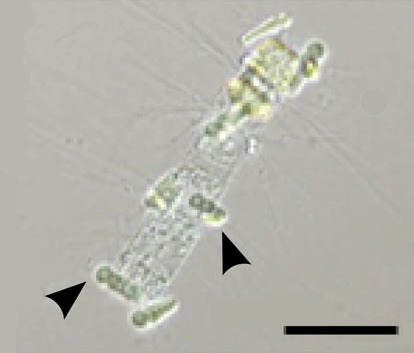
Hellfeldmikroskopische Aufnahme des epiphytischen cyanobakteriellen Symbionten Calothrix rhizosoleniae SC01 (Pfeile), der an einer Wirtskieselalge Chaetoceros sp. haftet. Balken 50 μm.

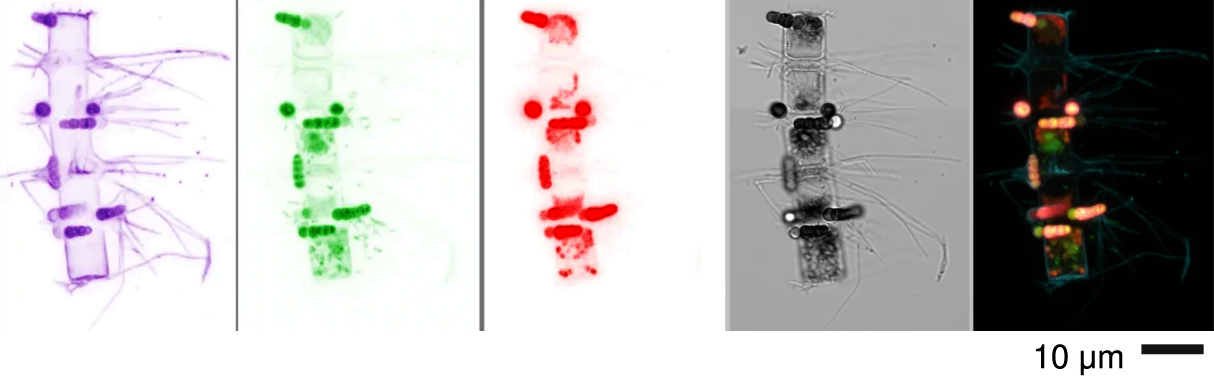
Chaetoceros sp. mit Calothrix-Symbionten, aus dem nördlichen Pazifik. Verschiedene Färbemethoden, rechts deren Überlagerung.

Cyanobakterien der Spezies Calothrix rhizosoleniae, Stamm SC01, leben als epiphytischen Symbionten auf den Kolonien von Chaetoceros-Arten. Calothrix haftet äußerlich an Chaetoceros spp., kann aber auch ohne die Wirtskieselalge in stickstoffarmen Medien kultiviert werden.

## Viren
Es gibt eine Reihe von Viren, die Chaetoceros-Arten parasitieren oder zumindest mit solchen assoziiert sind.
Vom International Committee on Taxonomy of Viruses (ICTV) offiziell bestätigte Virusspezies (Stand Juni 2021), Master Species List (MSL) #36, zusammen mit ihren Referenzstämmen nach NCBI (Stand 3. August 2021):
- Familie Bacilladnaviridae

- Chaetoceros diatodnavirus 1 (Gattung Diatodnavirus)

- Chaetoceros setoensis DNA virus (syn. Chaetoceros setoense DNA virus, CsetDNAV)

- Chaetoceros protobacilladnavirus 1 (Gattung Protobacilladnavirus, ehemals Bacilladnavirus)

- Chaetoceros salsugineum DNA virus 01 (syn. Chaetoceros salsugineum nuclear inclusion virus, CsalDNAV)

- Chaetoceros protobacilladnavirus 2 (gleiche Gattung)

- Chaetoceros sp. DNA virus 7 (Csp07DNAV) – infiziert Chaetoceros sp. strain TG07-C28

- Chaetoceros protobacilladnavirus 3 (gleiche Gattung)

- Chaetoceros lorenzianus DNA virus (ClorDNAV)

- Chaetoceros protobacilladnavirus 4 (gleiche Gattung)

- Chaetoceros tenuissimus associated DNA virus (syn. Chaetoceros tenuissimus DNA virus type-I, CtenDNAV-I)
- Chaetoceros tenuissimus DNA virus type-IIa und IIb (CtenDNAV-IIa, -IIb)

- Familie Marnaviridae

- Chaetoceros socialis forma radians RNA virus 1 (Gattung Bacillarnavirus in der Familie Marnaviridae)

- Chaetoceros socialis f. radians RNA virus 01

- Chaetarnavirus 2 (Gattung Sogarnavirus in derselben Familie)

- Chaetoceros species RNA virus 02 (syn. Chaetoceros sp. RNA virus 2)

- Chaetoceros tenuissimus RNA virus 01 (in derselben Gattung)

Weitere Vorschläge nach NCBI (Auswahl, Stand 4. August 2021):
- DNA-Viren:

- „Chaetoceros debilis DNA virus 83“
- „Chaetoceros debilis associated DNA virus“ (CdebDNAV)
- „Chaetoceros tenuissimus DNA virus SS12-43V“
- „Chaetoceros virus YT-2008“ – infiziert Chaetoceros sp. TG07-C28

- RNA-Viren:

- „Chaetoceros setoensis RNA virus sp.“ (Realm Riboviria)
- „Chaetoceros tenuissimus RNA virus type-II“ (Gattung Salisharnavirus, Marnaviridae)